# 홀리 페인

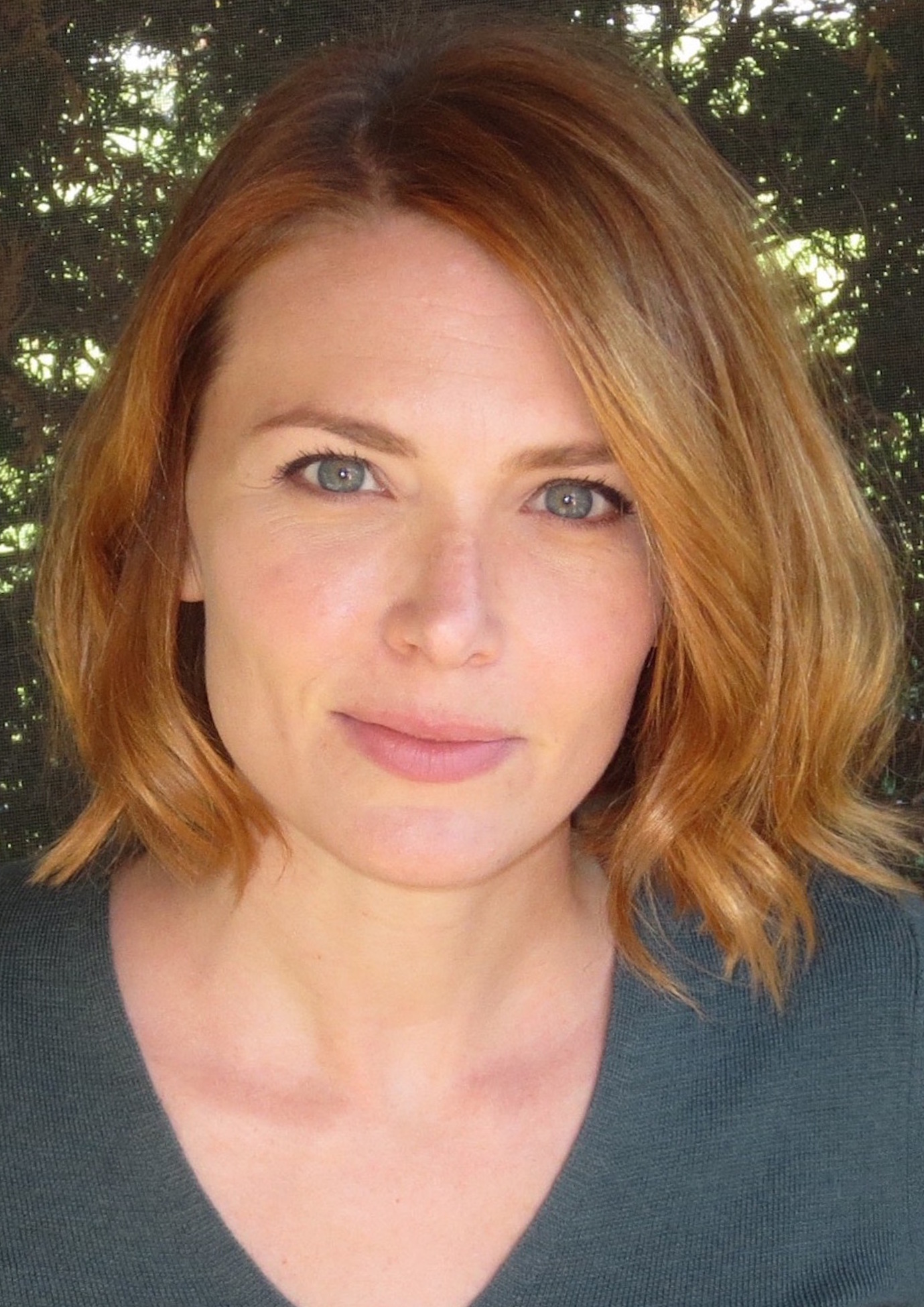

홀리 페인(Holley Fain, 1981년 8월 28일 ~ )은 미국의 연극 배우, 텔레비전 배우, 영화배우이다.

## 방송
- 애스트로넛 와이브즈 클럽
- 가십걸 시즌3

## 영화
- 원 나잇 (2007년) - 에밀리 역